# ショウジョウバエXウイルス
ショウジョウバエXウイルス(Drosophila X virus)は、ショウジョウバエに感染するビルナウイルス科のウイルスである。モデル生物であるキイロショウジョウバエの先天性免疫を研究するのによく用いられる。カプシドはおおよそ六方晶状で、20面体対称である。ウイルスのゲノムは、2本の線状の2本鎖RNAから構成される。そのため、このウイルスはしばしば感染機構としてのRNAiの研究に用いられる。
研究室では広く用いられるが、ショウジョウバエXウイルスが自然界で ショウジョウバエに感染したものは発見されていない。当初は研究室の培養細胞の中から発見された。